# Zanthoxylum simulans
Zanthoxylum simulans és una espècie de planta i una de les dues (l'altra és Zanthoxylum bungeanum que de vegades es considera que és la mateixa espècie) que fan el pebre de Sichuan. És una planta nativa de l'orient de la Xina i de Taiwan.
És un arbust o un arbret de fins 7 m d'alt. Cada flor de la seva inflorescència fa 4–5 mm de diàmetre. El fruit fa 3–4 mm i dins té unes llavors negres.

## Perfil aromàtic
- Mircè[1] [Cal aclariment]